# فلز ویو (ویرجینیای غربی)
فلز ویو(به انگلیسی: Falls View) شهری در ایالت ویرجینیای غربی کشور ایالات متحده آمریکا است که جمعیت آن در سرشماری سال ۲۰۱۰ میلادی، ۲۳۸ نفر بوده‌است.